# Гарь (Амурская область)
Гарь — упразднённое село в Мазановском районе Амурской области России. Исключено из учётных данных в 1984 году.

## География
Располагалось в нижнем течении реки Гарь (приток Орловки), приблизительно в 43 км, по прямой, к северо-западу от поселка Ивановский.

## История
Село возникло в 1950 году как посёлок разведчиков Гарьского железорудного месторождения.
Решением Амурского исполкома от 29 августа 1984 года № 380, село Гарь исключено из учётных данных как несуществующее.